# دينك سمولوود

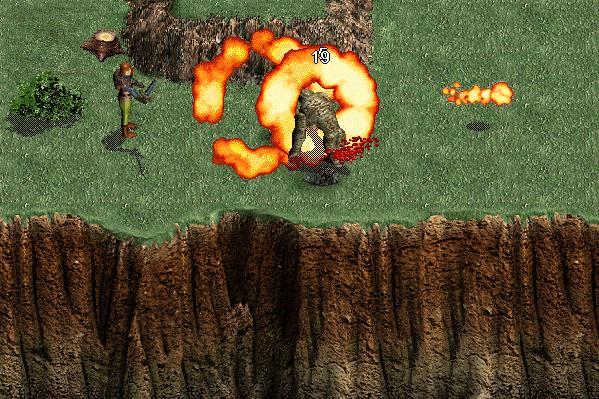
دينك سمولوود يطلق تعويذة نارية على أحد عمالقة الصخر

دينك سمولوود هي لعبة تقمص أدوار كوميدية. أصدرت في البداية عام 1997 قبل أن تصدر كبرنامج مجاني في 17 أكتوبر 1999. وتم تطويرها عن طريق روبنسون تكنولوجيز، في ذلك الوقت كانت تتكون من ثلاثة مبرمجين هم سيث روبنسون، جاستن مارتن، وغريغ سميث. ولهذه اللعبة جمهور قليل وإن كان ثابتا يواصل تطوير الإضافات للعبة حتى بعد أكثر من عقد على إصدارها.

## طريقة اللعب
تتمركز اللعبة حول دينك، وهو مربي خنازير يتحول إلى بطل ويبدأ العديد من الرحلات في كافة أنحاء عالمه. تعرض اللعبة أسلوبا متساوي القياس مثل ألعاب زيلدا، ومن ضمن ذلك الأسلحة والأغراض والسحر. وتظهر في اللعبة لمحات هجائية، في كل شيء من العم المتعسف إلى البلدة التي تعبد البط. لم يتخلص دينك من احتقار الناس له لأنه مربي خنازير، وهو الأمر الذي يذكره به دائما عدوه، ميلدر.

## القصة
يبدأ دينك كمربي خنازير، يعيش حياة طبيعية في قريته التي تدعى ستونبروك. ويقال أن أباه اختفى وتركه في قرية صغيرة مع أمه. وفي إحدى الأيام، عندما كان في الخارج، احترق بيته وماتت أمه. ثم وصلته رسالة تخبره بأن يخرج من قريته إلى العالم ليعثر على خالته، ويبدأ حياة جديدة معها. في الطريق، يسمع عن جماعة قوية وشريرة تهدد المملكة بأعمالها الشنيعة. يجعل دينك هدفه في النهاية أن يهزم هذه الطائفة الغامضة. بعد ذلك، يدخل الأراضي المظلمة ليقتل الشرير سيث.

## التطوير
هناك اثنان من محررات المستوى في دينك سمولوود. محرر المستوي الأصلي، طورته شركة روبنسون، واسمه دينك إديت DinkEdit والذي يتضمن اللعبة، ومحرر المستوي الثاني وين دينك إديت WinDinkEdit الذي طوره هواة هذه اللعبة. واللعبة المجانية تأتي معها تكملة تدعى الجزيرة الغامضة، وتتبع مغامرات دينك بعد انتصاره في القصة الأصلية. أصدرت بعدها العديد من التكملات (وتعرف باسم Dink Module أو D-Mod)، حيث يتم إنشاؤها بالمجان عن طريق مستخدمين عبر الإنترنت. والعديد من هذه الوحدات يمكن إيجادها على الإنترنت وبعضها أطول من اللعبة الأصلية.
دينك إديت هو تطبيق شكلي يستعمل لصنع عالم جديد. وعالم اللعبة يشتمل في مجمله على 768 شاشة وكل شاشة يمكن أن تأخذ على الأغلب مائة سبرايت. ومن بين المهام الأخرى، فيمكن استعمال المحرر لتحديد الموسيقى لشاشة معينة، ويحدد نصوص السبرايت ولتصميم عالم اللعبة.
لغة برمجة دينك سي المستخدمة لإنشاء اللعبة تتشابه مع لغة سي. المتغيرات تقدم بعلامة أمبرساند، وتعليقات ذات خط واحد ومدعومة بكود //. كل سبرايت في اللعبة له نص مرفق به ويستعمل لتقرير سلوك وظهور السبرايت. ويستدعي المحرك وظائف مختلفة في بعض الأحداث؛ على سبيل المثال، فخيارات مثل 'القائمة الرئيسية'، و'القتال' و'الكلام' يمكن استدعاؤها عند تحميل الشاشة عندما يتكلم اللاعب مع السبرايت أو عندما يقاتله. كل شاشة لها أيضا نص مربوط بها يمكن استعماله لتهيئة الشاشة أو لأحداث أخرى.

## التوزيع والتطويرات اللاحقة

### دينك سمولوود
أصدرت لعبة دينك سمولوود أوليا عام 1997 بشكل تجاري في الولايات المتحدة وأوروبا. ويمكن شراء اللعبة في أوروبا عن طريق الناشر في أوروبا إريدون إنتراكتيف؛ لكن شركة روبنسون تكنولوجيز لم توفر ناشرا في الولايات المتحدة، وكانت ترسل اللعبة إلى طالبيها عن طريق البريد بسعر 25 دولار (متضمنة مصاريف الشحن).
في صيف العام 1999، نفدت كل النسخ من شركة روبنسون وقالوا أنهم لا يخططون لنشر نسخ أخرى. وأعلنوا بعد فترة قصيرة بأن اللعبة ستوزع كبرنامج مجاني، وتم إصدار النسخة المجانية من اللعبة في 17 أكتوبر 1999.
بعد فترة قصيرة من الإطلاق المجاني، سأل هواة اللعبة سيث روبنسون إن كان لديه أي خطط لإصدار الكود المصدري الأصلي، وأجاب بالنفي. وذكر أن كود اللعبة المهمَل وسيء الصنع كان السبب في الحجب المصدر من العامة. وبعد سنوات من الضغط عليه، قرر سيث أخيرا أن يصدر الكود المصدري في يوليو 2003. وظهرت حفنة من المشاريع ركزت على ترقية أو فتح دينك سمولوود، معظمها ألغي أو تم تأجيله لأمد غير محدد.
في 2005، طلب سيث روبنسون من دان والما، مالك موقع دينك نيتورك، وهو أكبر موقع لهواة اللعبة، إن كان بإمكانه صنع حزمة جديدة لدينك سمولوود مع نيته إصلاح بعض الأخطاء وتطوير لعبة دينك للاعبين الجدد. وبعد ثمانية أشهر ونصف من التطوير لنصوص ألفا وبيتا، واختبار المرشحات للإصدار بين مجتمع اللعبة،  تم إصدار دينك سمولوود النسخة 1.08 أصدر في 10 مارس 2006.

## جنو فري دينك
تم إصدار محرك بعنوان جنو فري دينك ضمن رخصة جنو جي بي إل التي تسري على مجموعة من المنصات منها بلاي ستيشن بورتبل وجنو/لينكس وماك أو إس عشرة وغيرها. جنو فري دينك هو جزء من مشروع جنو. وكان أصلا مستندا على الإصدار 1.07 الأصلي، لكن به وسائط تجعله يعمل مثل النسخة 1.08. ويتم تحديثه باستمرار وهو أنجح مدخل مصدري إلى الآن.

## دينك سمولوود إتش دي
في 16 ديسمبر 2011، أصدرت نسخة جديدة لدينك سمولوود بعنوان «دينك سمولوود إتش دي» وطورت لأجهزة آي فون وآي باد وأندرويد، ويندوز إكس بي/فيستا/7, وويب أو إس وماك أو إس عشرة من قبل سيث روبنسن. ويمكن أيضا اللعب بالوسائط التي صنعها هواة اللعبة في نسخ ويندوز/ماك/أندرويد. وهناك ميزة جديدة تمكن اللاعب من تخزين لعبته أو تحميلها في أي وقت أو مكان في اللعبة – بعكس اللعبة الأصلية حيث يمكن حفظ اللعبة فقط في نقاط معينة في اللعبة.

## الاستقبال
| استقبال |                          |
| --- | ------------------------ |
| مجموع النقاط المجموع نقاط غيم رانكينغز 64% (بناء على 3 تقييمات) [ 13 ] نتائج المراجعة نشرة نقاط غيم برو 3.5/5 [ 14 ] إم! غيمز 68% (based on 5 reviews) [ 15 ] |                          |
| مجموع النقاط |                          |
| المجموع | نقاط                     |
| غيم رانكينغز | 64% (بناء على 3 تقييمات) |
| نتائج المراجعة |                          |
| نشرة | نقاط                     |
| غيم برو | 3.5/5                    |
| إم! غيمز | 68% (based on 5 reviews) |

بمقارنتها مع ألعاب تقمص الأدوار الأخرى، فقد تلقت اللعبة الثناء بفكاهتها،  وقد وصفت بأنها “ملء ملعقة من زيلدا... وقطرة من جزيرة القرود ورشّة من ديابلو”. وصفت الفكاهة في اللعبة بأنها السمة الوحيدة الجيدة والمسلية. لكن العناصر الأخرى خذلت اللعبة، فجعلت الفكاهة من اللعبة مناسبة فقط «كبديل رخيص». وقد انتقد الحوار مع الشخصيات غير الملعوبة بسبب احتوائه على الأخطاء بالإضافة إلى تأثيره الضعيف على النتيجة العامة للعبة. وتم إدراج الأخطاء التصويرية أيضا، عندما يعلق اللاعب في إحدى الشاشات ولا يمكنه التحرك،  أو مرور الشخصيات غير الملعوبة أو الوحوش عبر الحيطان. كما لوحظ أنه لا يوجد تفاعل كبير بين الشخصيات غير الملعوبة والوحوش، ومحاورات الشخصيات الأخرى للاعب وهو وسط المعركة. بالرغم من أن لعبة دينك سمولوود وصفت بأنها ذات نمط لعب متكرر، فقد لوحظ أن إدراج برامج التحرير وتوفر المحتوى الذي ينشئه المستخدمون قد حسّن من أدائها.

## وصلات خارجية
- موقع دينك سمولوود الرسمي
- دينك نيتوورك
- دينك سمولوود على موبي غيمز
- فري دينك المتوفر على عدة منصات